# Harrison (Idaho)
Pour les articles homonymes, voir Harrison.
Harrison est une ville américaine située dans le comté de Kootenai en Idaho.

## Démographie
| 1900 | 1910 | 1920 | 1930 | 1940 | 1950 |
| ---- | ---- | ---- | ---- | ---- | ---- |
| 702  | 932  | 674  | 493  | 362  | 322  |

| 1960 | 1970 | 1980 | 1990 | 2000 | 2010 |
| ---- | ---- | ---- | ---- | ---- | ---- |
| 249  | 249  | 260  | 226  | 267  | 203  |

Selon le recensement de 2010, Harrison compte 203 habitants. La municipalité s'étend alors sur 0,76 mille carré (1,97 km2), dont 0,69 mille carré (1,79 km2) de terres.